# 116 Sirona
116 Sirona este un asteroid din centura principală, descoperit pe 8 septembrie 1871, de Christian Peters.